# Соколув (Скерневицький повіт)
Соколув (пол. Sokołów) — село в Польщі, у гміні Болімув Скерневицького повіту Лодзинського воєводства.
Населення — 96 осіб (2011).
У 1975-1998 роках село належало до Скерневицького воєводства.

## Демографія
Демографічна структура станом на 31 березня 2011 року:
|          | Загалом | Допрацездатний вік | Працездатний вік | Постпрацездатний вік |
| -------- | ------- | ------------------ | ---------------- | -------------------- |
| Чоловіки | 50      | 7                  | 36               | 7                    |
| Жінки    | 46      | 3                  | 25               | 18                   |
| Разом    | 96      | 10                 | 61               | 25                   |